# Насилие над мужчинами
Насилие в отношении мужчин включает в себя акты насилия, которые несоразмерно часто (или исключительно) совершаются в отношении мужчин или мальчиков. Мужчины в подавляющем большинстве случаев являются как жертвами, так и виновниками насилия.

## Восприятие
Исследования социальных установок показывают, что насилие воспринимается как более или менее серьезное в зависимости от пола жертвы и преступника. Люди реже сообщают в полицию о мужчине, который бьет другого мужчину, чем о мужчине, который бьет женщину. Исследование, проведенное в 2023 году, показало, что люди, особенно женщины, менее склонны мириться с насилием в отношении женщин, чем с насилием в отношении мужчин.
Мужчины-сотрудники правоохранительных органов проявляют большую неохоту предъявлять обвинения или составлять отчеты, когда мужчина становится жертвой домашнего насилия. Использование стереотипов правоохранительными органами является признанной проблемой, и специалист по международному праву Соланж Мутан утверждает, что в ситуациях конфликта сексуальное насилие в отношении мужчин игнорируется в пользу сосредоточения внимания на сексуальном насилии в отношении женщин и детей.
Стигматизация и социально сформированные гендерные стереотипы являются препятствиями для мужчин, обращающихся за помощью после насилия. Стереотипы могут мешать жертвам осмысливать и описывать произошедшее, а также в значительной степени способствовать занижению информации и неадекватному реагированию на проблемы пострадавших со стороны соответствующих органов. Мужчины часто опасаются, что их уволят, обвинят в совершении преступления или высмеют, если они обратятся за помощью после насилия со стороны интимного партнера. Эти опасения часто подтверждаются мужчинами, которые, тем не менее, обращаются за помощью.
Из-за восприятия изнасилования как женской проблемы, службы, призванные помогать жертвам, часто не способны помогать мужчинам.
Мужчины обычно меньше боятся насильственных преступлений, чем женщины, несмотря на то, что мужчины подвергаются гораздо большему риску стать жертвами насильственных преступлений, чем женщины. Это явление представляется парадоксом и исследователи называют его «гендерным парадоксом страха перед преступностью».

## Домашнее насилие
Женщины и мужчины, совершающие домашнее насилие, как правило, совершают разные виды актов насилия. Например, женщины чаще бросают или бьют предметами, пинают, кусают или бьют кулаками, в то время как мужчины чаще душит или давят. Национальное исследование CDC по вопросам насилия в отношении интимного партнера и сексуального насилия, проведенное в 2016—2017 годах, показало, что в Соединенных Штатах 42,3 % мужчин и 42,0 % женщин сообщили о том, что в течение жизни подвергались физическому насилию со стороны интимного партнера. Что касается жестокого насилия, то 24,6 % мужчин и 32,5 % женщин сообщили о том, что подвергались ему в течение жизни. Мужчины реже становятся жертвами убийств со стороны интимного партнера, чем женщины. В Соединенных Штатах в 2021 году около 1079 мужчин были убиты своими интимными партнершами по сравнению с примерно 1690 женщинами.
Мужчины, ставшие жертвами домашнего насилия, часто неохотно сообщают об этом или обращаются за помощью. Шамита Дас Дасгупта и Эрин Пицци относятся к числу тех, кто утверждает, что, как и в случае с другими формами насилия в отношении мужчин, насилие со стороны интимного партнера, как правило, менее признается в обществе, когда жертвами являются мужчины. Обвинения в домашнем насилии со стороны мужчин в отношении женщин часто тривиализируются или принижаются полицией. Исследования, проводимые с 1990-х годов, выявили проблемы предполагаемой и фактической предвзятости при участии полиции, когда мужчина-жертва отрицается даже при получении травмы. Из 1,9 миллиона пострадавших от насилия в Англии и Уэльсе, примерно 713 000 человек были мужчинами, в то время как 1,2 миллиона - женщинами.
Исследование Эммануэля Роулендса проливает свет на домашнее насилие в отношении мужчин в интимных отношениях. Он обнаружил, что культурные и мужские ожидания часто скрывают опыт жертв-мужчин. В Йоханнесбурге (ЮАР) в исследованиях гендерного насилия часто игнорируются или игнорируются мужчины, ставшие жертвами домашнего насилия. Он рассуждает о том, как общественные ожидания и отсутствие признания или поддержки мужчин-жертв способствуют формированию культуры молчания вокруг мужского домашнего насилия.

## Массовые убийства
В ситуациях структурного насилия, включая войну и геноцид, мужчины и мальчики часто становятся жертвами отдельных убийств. Выделение мужчин и мальчиков призывного возраста происходит из-за предположения, что они являются потенциальными комбатантами, и является формой гендерного насилия. Эти акты насилия исходят из предположения о мужской роли в боевых ситуациях. Эта практика восходит к глубокой истории; римские записи указывают на массовые убийства мужчин в завоеванных поселениях и порабощение женщин. Убийства по половому признаку во время войны в Косово. По оценкам, число гражданских мужчин, ставших жертвами массовых убийств, составило более 90 % всех жертв среди гражданского населения.
Невоюющие мужчины и мальчики становились объектами массовых убийств во время войны. Принудительный призыв на военную службу также можно считать гендерным насилием в отношении мужчин. Кроме того, примерами могут служить фильтрационные лагеря, созданные Россией на оккупированных территориях во время российского вторжения в Украину в 2022 году .

## Сексуальное насилие
Случаи сексуального насилия в отношении мужчин часто замалчиваются и недооцениваются. По данным Национального исследования CDC по насилию в отношении интимных партнеров и сексуальному насилию, проведенного в 2010—2012 годах, число женщин, изнасилованных за 12 месяцев, предшествовавших исследованию, составило 1 270 000, а число мужчин, подвергшихся половому акту, составило 1 267 000. Центр по контролю и профилактике заболеваний исключил мужчин-жертв из сводки данных, отметив лишь, что «1,3 миллиона женщин были изнасилованы в течение года, предшествовавшего исследованию», не упомянув о схожих результатах для мужчин.
По данным национального исследования США 2015 года почти четверть мужчин (24,8 % или 27,6 миллиона) в США испытали ту или иную форму контактного сексуального насилия в течение своей жизни, при этом 3,5 % мужчин подверглись сексуальному насилию в течение 12 месяцев, предшествовавших опросу. Примерно 1 из 14 мужчин (7,1 % или почти 7,9 миллиона) в США подвергся насилию с принуждением совершить проникновение в какой-то момент жизни. Примерно 1,6 % мужчин были принуждены к завершённому половому акту с проникновением, 1,4 % сталкивались с ситуациями, когда предпринимались попытки заставить их совершить половой акт с проникновением через применение силы, и 5,5 % занимались сексом с проникновением не по своей воле в состоянии алкогольного или наркотического опьянения. В США 0,7 % мужчин (по оценкам 827 000 мужчин) сообщили, что их заставляли заниматься половым актом с проникновением в течение 12 месяцев, предшествовавших опросу.
Около 2,6 % мужчин в США (по оценкам 2,8 миллиона) за свою жизнь подверглись завершённому изнасилованию или попытке изнасилования. Примерно 1 из 10 мужчин (9,6 % или, по оценкам, 10,6 миллиона мужчин) подвергался сексуальному принуждению в течение жизни. Почти пятая часть мужчин (17,9 % или примерно 19,9 миллиона мужчин) сообщили о нежелательных сексуальных контактах в какой-то момент своей жизни.
По данным отчета о семейном, домашнем и сексуальном насилии в Австралии за 2018 год, в 2016 году полиция Австралии зарегистрировала 4100 мужчин, ставших жертвами сексуального насилия, по сравнению с 18 900 женщинами, ставшими жертвами в том же году (таким образом, мужчины составили 17,8 % от всех жертв). Среди мужчин, ставших жертвами сексуального насилия с 15 лет, 55 % сообщили о том, что виновником была женщина, а 51 % — что виновником был мужчина (некоторые из тех, кто подвергался сексуальному насилию несколько раз, были жертвами и мужчин, и женщин); для сравнения, 98 % женщин, ставших жертвами с 15 лет, сообщили о том, что виновником был мужчина, а 4,2 % — что виновником была женщина (здесь также есть некоторое совпадение).
В 2012 году Агентство ООН по делам беженцев выпустило руководящие принципы для сотрудников УВКБ ООН и гуманитарных работников о том, как оказывать поддержку и лечить мужчин, ставших жертвами сексуального насилия и изнасилований во время войны и в ситуациях, связанных с нарушением прав человека. Руководящие принципы «включают советы по решению сложной задачи выявления жертв сексуального и гендерного насилия (СГН), учитывая стигматизацию, связанную с изнасилованием».
Сексуальное насилие над мужчинами часто преуменьшается или игнорируется. Причины включают стереотип о том, что мужчины «сексуально ненасытны», мужское ожидание «мужской непобедимости» или того, что «настоящий мужчина» может защитить себя, то, что жертва-гомосексуалист «сама напросилась» и что возбуждение жертвы означает, что событие произошло по обоюдному согласию.
Сексуальное насилие в рядах армии является значимой, но недостаточно обсуждаемой проблемой, затрагивающей военнослужащих-мужчин. Несмотря на многолетнюю политику " нулевой терпимости ", сексуальное насилие сохраняется, причем как виновниками, так и жертвами являются мужчины. Исследования и опросы, проведенные в вооруженных силах США, показали, что сексуальное насилие в отношении мужчин характеризуется определенными проблемами, которые часто усугубляются иерархическим и замкнутым характером военной жизни. Мужчины в армии особенно уязвимы к сексуальному насилию, которое часто совершается сослуживцами и часто подразумевает участие нескольких нападавших. Например, исследование, опубликованное в журнале Journal of Peace Research в 2017 году, показало, что почти 1 % военнослужащих, находящихся на действительной службе, сообщили о том, что подвергались сексуальному насилию в течение одного года, причем преступниками, как правило, были их коллеги по оружию. Устойчивость случаев сексуального насилия в отношении мужчин в армии можно частично объяснить процессами социализации в рядах военнослужащих. Неформальные практики социализации, включая сексуализированную дедовщину, часто принижают или даже одобряют сексуальные домогательства и нападения, создавая культуру, в которой такие действия рассматриваются как допустимые формы наказания или средства принуждения к конформизму. Более того, официальная социализация офицеров не всегда эффективно противостоит этим нормам, поскольку военная подготовка продолжает пропагандировать тип мужественности, который подрывает усилия по предотвращению сексуального насилия.

## Война

### Воинская повинность
Воинская повинность, иногда называемая «призывом», — это обязательное зачисление людей на национальную службу, чаще всего на военную службу . Традиционно призыву на военную службу подлежали только мужчины, и в настоящее время только три страны призывают женщин и мужчин на одинаковых формальных условиях: Норвегия, Швеция и Нидерланды.
Воинская повинность, предназначенная только для мужчин, или обязательная военная служба, подвергается критике как сексистская . Критики считают дискриминацией принуждение мужчин, но не женщин, к военной службе. Они говорят, что призыв мужчин нормализует мужское насилие, призывникам внушают сексизм и насилие в отношении мужчин, а военная подготовка социализирует призывников в патриархальных гендерных ролях. Несмотря на это, некоторые феминистские организации сопротивлялись включению женщин в воинскую повинность, в частности, Норвежская ассоциация по правам женщин .

### Сексуальное насилие во время войны
Сексуальное насилие во время войны, совершаемое мужчинами против мужчин, используется в качестве психологического оружия с целью деморализации противника. Эта практика является древней и зафиксирована во времена Крестовых походов . В периоды вооруженных конфликтов мужчины могут подвергаться изнасилованиям, сексуальным увечьям, сексуальным унижениям, принуждению к инцесту или даже порабощению. Кастрация, в частности, используется как средство физической пытки с сильными психологическими последствиями, а именно потерей способности к деторождению и потерей статуса полноценного мужчины. В недавних конфликтах, таких как война в Боснии и ряде более мелких конфликтов по всей Восточной Африке, наиболее распространенным актом сексуального насилия было генитальное насилие. Хотя сексуальное насилие во всех его формах криминализировано в международном праве, культура молчания вокруг сексуального насилия в отношении мужчин часто оставляет мужчин-жертв без поддержки.

## Убийства
| Мужчина-преступник/Мужчина-жертва  | 65,3 % |
| Преступник-мужчина/жертва-женщина  | 22,7 % |
| Женщина-преступница/Мужчина-жертва | 9,6 %  |
| Женщина-преступница/Женщина-жертва | 2.4 %  |

В США статистика преступности с 1976 года показывает, что мужчины составляют подавляющее большинство жертв убийств, совершаемых как мужчинами, так и женщинами (74,9 % жертв — мужчины). Мужчины также составляют большинство (88 %) лиц, совершающих убийства, независимо от того, является ли жертва женщиной или мужчиной. По данным Бюро статистики юстиции, женщины, убивающие мужчин, чаще всего убивают своих знакомых, супругов или бойфрендов, в то время как мужчины чаще убивают незнакомцев. Одно исследование, в котором приняли участие 97 женщин, приговоренных к смертной казни, показало, что эти люди часто подвергались насилию со стороны интимного партнера со стороны тех, кого они убили.
В Австралии мужчины также чаще становятся жертвами преступлений поскольку Австралийский институт криминологии установил, что мужчины в 11,5 раз чаще, чем женщины, подвергаются нападению со стороны незнакомцев.
Данные из Великобритании также показывают, что уровень убийств среди мужчин в два раза выше, чем среди женщин. Хотя в 1960-х годах в Великобритании доля жертв убийств была примерно одинаковой между мужчинами и женщинами, с тех пор гендерные тенденции стали отличаться: в то время как число жертв среди женщин оставалось неизменным, число жертв среди мужчин увеличилось.

## Убийства, совершенные полицией
В Соединенных Штатах убийства, совершаемые полицией, являются одной из основных причин смерти молодых мужчин. Вероятность смерти в результате применения силы полицией составляет 1 из 2000 мужчин и 1 из 33000 женщин. Исследования, в которых использовались последние данные, показали, что чернокожие, латиноамериканцы и коренные американцы/жители Аляски непропорционально часто останавливаются полицией и погибают в столкновениях. Это неравенство, в свою очередь, приводит к более высокому уровню смертности от рук полиции среди цветного населения, особенно среди чернокожих мужчин, у которых вероятность быть убитыми полицией в результате применения силы составляет 1 к 1000.
Данные из Австралии, Европейского Союза и Соединенного Королевства также показывают, что смерть во время содержания под стражей в полиции чаще встречается среди мужчин.

## По странам

### Индия
Исследование мужчин в сельской местности Харьяны, Индия, показало, что 52,4 % мужчин в этом районе подверглись той или иной форме гендерного насилия.

### Нигерия
В Нигерии домашнее насилие в отношении мужчин часто игнорируется и носит культурный характер. Исследование Адетуту Арагбувы, посвященное онлайн-комментариям к новостным статьям из Нигерии, выявило неоднозначные взгляды: некоторые оправдывают насилие в отношении мужчин как самооборону со стороны женщин, другие открыто осуждают все формы насилия.